# Stefano Guberti
Stefano Guberti (* 6. November 1984 in Sesto San Giovanni) ist ein italienischer ehemaliger Fußballspieler, der auch bei Sampdoria Genua in der Serie A unter Vertrag stand.

## Karriere
Stefano Guberti begann seine Karriere beim unterklassigen Amateurverein Asseminese in Sardinien. Im Jahr 2003 wurde er von ASD Torres Calcio, ebenfalls ein sardischer Amateurverein, gekauft und bei der Primavera-Meisterschaft eingesetzt. In der darauffolgenden Spielzeit wurde er zu Polisportiva Alghero in die Serie D verliehen. Nach seiner Rückkehr zu Torres konnte er sich in der sardischen Mannschaft als Stammspieler etablieren. Im Sommer 2006 verpflichtete ihn der Serie-A-Verein Ascoli Calcio. In seiner ersten Saison bei Ascoli erhielt er bereits 22 Einsätze in der höchsten italienischen Spielklasse und konnte einen Treffer erzielen, stieg zum Saisonende jedoch mit Ascoli in die Serie B ab.
Während er in der Saison 2007/08 in 40 Ligaspielen für das Team auflief und sieben Tore erzielte, bestritt er in der darauffolgenden Spielzeit nur wenige Partien. Anfang Februar 2009 gab der AS Bari die Verpflichtung des Mittelfeldakteurs bekannt. Er unterschrieb bei den Galletti einen Vertrag bis zum Saisonende. Obwohl er in Bari durchwegs überzeugen konnte und mit seinen Toren auch einen Anteil am Aufstieg des AS Bari in die Serie A hatte, wurde sein Vertrag Ende Juni 2009 nicht verlängert und er wechselte daraufhin in die Hauptstadt zum AS Rom. Nach sechs Ligaspielen für die Roma transferierte man ihn am 11. Januar 2010 auf Leihbasis zu Sampdoria Genua.
Im August 2010 wurde Guberti definitiv von Sampdoria Genua verpflichtet.
Im Juli 2012 wurde er für drei Jahre gesperrt.